# Ronde van Oman 2011
De Ronde van Oman 2011 was de tweede editie van de meerdaagse wielerwedstrijd in Oman. De wedstrijd, die deel uitmaakte van de UCI Asia Tour, vond plaats van 15 tot 20 februari en bestond uit zes etappes. De organisatie was in handen van Amaury Sport Organisation.

## Rittenschema
| # | Etappe                                   | Datum      | Afstand  | Soort      | Winnaar        | Land                | Ploeg              |
| - | ---------------------------------------- | ---------- | -------- | ---------- | -------------- | ------------------- | ------------------ |
| 1 | as Sawadi - Al Seeb                      | 15-02-2011 | 158 km   | Vlakke rit | Theo Bos       | Nederland           | Rabobank           |
| 2 | Masqat (the Wave) - Al Wutayya           | 16-02-2011 | 139 km   | Vlakke rit | Matthew Goss   | Australië           | Team HTC-High Road |
| 3 | Sur - Sur                                | 17-02-2011 | 208 km   | Heuvelrit  | Theo Bos       | Nederland           | Rabobank           |
| 4 | Sultan Qaboos University - Djabal Achdar | 18-02-2011 | 157.5 km | Bergrit    | Robert Gesink  | Nederland           | Rabobank           |
| 6 | Qurayyat - Mattrah Seafront              | 20-02-2011 | 157 km   | Vlakke rit | Mark Cavendish | Verenigd Koninkrijk | Team HTC-High Road |

## Startlijst
Er namen zestien ploegen met elk acht renners aan deel.
| An Post-Sean Kelly        | Garmin-Cervélo | Pro Team Astana | Sky ProCycling            |
| BMC Racing Team           | Geox-TMC       | Quick Step      | Team HTC-High Road        |
| Farnese Vini-Neri Sottoli | Lampre-ISD     | Rabobank        | Team Leopard-Trek         |
| Française des Jeux        | Team Katjoesja | Skil-Shimano    | Topsport Vlaand.-Mercator |

## Klassementen
| Plaats    | Naam                  | Ploeg                     | Tijd      |
| --------- | --------------------- | ------------------------- | --------- |
| Rode trui | Robert Gesink         | Rabobank                  | 20u24'36" |
| 2         | Edvald Boasson Hagen  | Sky ProCycling            | + 01'13"  |
| 3         | Giovanni Visconti     | Farnese Vini-Neri Sottoli | + 01'19"  |
| 4         | Michael Albasini      | Team HTC-High Road        | + 01'52"  |
| 5         | Christian Vande Velde | Team Garmin-Cervélo       | + 02'04"  |
| 6         | Fabian Cancellara     | Team Leopard-Trek         | + 02'11"  |
| 7         | Dries Devenyns        | Quick Step                | + 02'13"  |
| 8         | Maxime Monfort        | Team Leopard-Trek         | + 02'19"  |
| 9         | Patrik Sinkewitz      | Farnese Vini-Neri Sottoli | + 02'51"  |
| 10        | Juan Antonio Flecha   | Sky ProCycling            | + 03'03"  |

| Plaats      | Naam                 | Ploeg           | Punten |
| ----------- | -------------------- | --------------- | ------ |
| Groene trui | Edvald Boasson Hagen | Sky ProCycling  | 41     |
| 2           | Theo Bos             | Rabobank        | 31     |
| 3           | Robert Gesink        | Rabobank        | 30     |
|             |                      |                 |        |
| 10          | Greg Van Avermaet    | BMC Racing Team | 12     |

| Plaats     | Naam                 | Ploeg                        | Tijd      |
| ---------- | -------------------- | ---------------------------- | --------- |
| Witte trui | Robert Gesink        | Rabobank                     | 16u44'38" |
| 2          | Edvald Boasson Hagen | Sky ProCycling               | + 01'13"  |
| 3          | Arnold Jeannesson    | Française des Jeux           | + 04'58"  |
|            |                      |                              |           |
| 7          | Pieter Serry         | Topsport Vlaanderen-Mercator | + 07'26"  |

| Plaats | Ploeg             | Tijd      |
| ------ | ----------------- | --------- |
| 1      | Team Leopard-Trek | 61u21'34" |
| 2      | Sky ProCycling    | + 02'45"  |
| 3      | BMC Racing Team   | + 06'40"  |

| Plaats  | Naam                 | Ploeg              | Tijd      |
| ------- | -------------------- | ------------------ | --------- |
| Winnaar | Theo Bos             | Rabobank           | 03u38'29" |
| 2       | Mark Cavendish       | Team HTC-High Road | z.t.      |
| 3       | Roger Kluge          | Skil-Shimano       | z.t.      |
| 4       | Edvald Boasson Hagen | Sky ProCycling     | z.t.      |
| 5       | Denis Galimzjanov    | Katjousja          | z.t.      |
| 6       | Nacer Bouhanni       | Française des Jeux | z.t.      |
| 7       | Danilo Hondo         | Lampre-ISD         | z.t.      |
| 8       | Russell Downing      | Sky ProCycling     | z.t.      |
| 9       | Francesco Chicchi    | Quick Step         | z.t.      |
| 10      | Mathew Hayman        | Sky ProCycling     | z.t.      |
|         |                      |                    |           |
| 21      | Niko Eeckhout        | AN Post-Sean Kelly | z.t.      |

| Plaats  | Naam                 | Ploeg                     | Tijd      |
| ------- | -------------------- | ------------------------- | --------- |
| Winnaar | Matthew Goss         | Team HTC-High Road        | 03u18'17" |
| 2       | Daniele Bennati      | Team Leopard-Trek         | z.t.      |
| 3       | Edvald Boasson Hagen | Sky ProCycling            | z.t.      |
| 4       | Greg Van Avermaet    | BMC Racing Team           | z.t.      |
| 5       | Danilo Hondo         | Lampre-ISD                | z.t.      |
| 6       | Oscar Gatto          | Farnese Vini-Neri Sottoli | z.t.      |
| 7       | Luca Paolini         | Katjoesja                 | z.t.      |
| 8       | Lars Boom            | Rabobank                  | z.t.      |
| 9       | Simon Clarke         | Astana                    | z.t.      |
| 10      | Grega Bole           | Lampre-ISD                | z.t.      |

| Plaats  | Naam                 | Ploeg                     | Tijd      |
| ------- | -------------------- | ------------------------- | --------- |
| Winnaar | Theo Bos             | Rabobank                  | 05u14'41" |
| 2       | Daniele Bennati      | Team Leopard-Trek         | z.t.      |
| 3       | Matthew Goss         | Team HTC-High Road        | z.t.      |
| 4       | Edvald Boasson Hagen | Sky ProCycling            | z.t.      |
| 5       | Heinrich Haussler    | Team Garmin-Cervélo       | z.t.      |
| 6       | Oscar Gatto          | Farnese Vini-Neri Sottoli | z.t.      |
| 7       | Denis Galimzjanov    | Katjoesja                 | z.t.      |
| 8       | Niko Eeckhout        | AN Post-Sean Kelly        | z.t.      |
| 9       | Mark Cavendish       | Team HTC-High Road        | z.t.      |
| 10      | Francesco Chicchi    | Quickstep                 | z.t.      |

| Plaats  | Naam                  | Ploeg                     | Tijd      |
| ------- | --------------------- | ------------------------- | --------- |
| Winnaar | Robert Gesink         | Rabobank                  | 04u03'58" |
| 2       | Edvald Boasson Hagen  | Sky ProCycling            | + 00'47"  |
| 3       | Dries Devenyns        | Quickstep                 | + 00'51"  |
| 4       | Giovanni Visconti     | Farnese Vini-Neri Sottoli | + 00'53"  |
| 5       | Christian Vande Velde | Team Garmin-Cervélo       | z.t.      |
| 6       | Greg Van Avermaet     | BMC Racing Team           | + 01'02"  |
| 7       | Maxime Monfort        | Team Leopard-Trek         | + 01'05"  |
| 8       | Michael Albasini      | Team HTC-High Road        | z.t.      |
| 9       | Juan Antonio Flecha   | Sky ProCycling            | + 01'12"  |
| 10      | Patrik Sinkewitz      | Farnese Vini-Neri Sottoli | + 01'29"  |

| Plaats  | Naam                  | Ploeg                     | Tijd      |
| ------- | --------------------- | ------------------------- | --------- |
| Winnaar | Robert Gesink         | Rabobank                  | 00u29'20" |
| 2       | Giovanni Visconti     | Farnese Vini-Neri Sottoli | + 00'16"  |
| 3       | Marco Pinotti         | Team HTC-High Road        | + 00'24"  |
| 4       | Fabian Cancellara     | Team Leopard-Trek         | + 00'27"  |
| 5       | Edvald Boasson Hagen  | Sky ProCycling            | + 00'29"  |
| 6       | Adriano Malori        | Lampre-ISD                | + 00'36"  |
| 7       | Michael Albasini      | Team HTC-High Road        | + 00'37"  |
| 8       | Lars Boom             | Rabobank                  | + 00'43"  |
| 9       | Arnold Jeannesson     | Française des Jeux        | + 00'59"  |
| 10      | Christian Vande Velde | Team Garmin-Cervélo       | + 01'01"  |
|         |                       |                           |           |
| 11      | Maxime Monfort        | Team Leopard-Trek         | + 01'04"  |

| Plaats  | Naam              | Ploeg                        | Tijd      |
| ------- | ----------------- | ---------------------------- | --------- |
| Winnaar | Mark Cavendish    | Team HTC-High Road           | 03u39'58" |
| 2       | Denis Galimzjanov | Katjoesja                    | z.t.      |
| 3       | Andrea Guardini   | Farnese Vini-Neri Sottoli    | z.t.      |
| 4       | Matteo Pelucchi   | Geox-TMC                     | z.t.      |
| 5       | Francesco Chicchi | Quickstep                    | z.t.      |
| 6       | Thor Hushovd      | Team Garmin-Cervélo          | z.t.      |
| 7       | Pieter Ghyllebert | AN Post-Sean Kelly           | z.t.      |
| 8       | Nacer Bouhanni    | Française des Jeux           | z.t.      |
| 9       | Stijn Neirynck    | Topsport Vlaanderen-Mercator | z.t.      |
| 10      | Theo Bos          | Rabobank                     | z.t.      |

2010 · 2011 · 2012 · 2013 · 2014 · 2015 · 2016 · 2017 · 2018 · 2019 · 2020-2021 · 2022 · 2023 · 2024 · 2025